# لو بالمر
لو بالمر (بالإنجليزية: Lou Palmer)‏ هو صحفي أمريكي، ولد في 5 نوفمبر 1935.